# إنغريد ماري ريفيرا
إنغريد ماري ريفيرا سانتوس (ولدت في 8 أكتوبر 1983 في لوكييو) ممثلة بورتوريكية عارضة أزياء وحاملة لقب ملكة جمال سابقة بعد تتويجها بلقب ملكة جمال العالم في بورتوريكو 2005 , ومثل بلدها في ملكة جمال العالم 2005. فازت في وقت لاحق ملكة جمال كون بورتوريكو 2008 ومثلت بلدها في ملكة جمال الكون 2008. 

## روابط خارجية
- السيرة الذاتية إنغريد في موقع ملكة جمال العالم
- إنغريد ماري ريفيرا على موقع IMDb (الإنجليزية)